# Acunta
Acunta (gruzínsky აწუნთის უღელტეხილი, Acuntis ugeltechili) je horské sedlo v nadmořské výšce 3510 m n. m., nacházející se na hranici mezi gruzínskými historickými regiony Chevsuretie a Tušetie. Sedlo je součástí stejnojmenného hřebenu, který spojuje hory Didi Borbalo na Hlavním kavkazském hřebenu a Tebulosmta na Bočním kavkazském hřbetu. Nejnižší bod spojovacího hřebenu se sice nachází ve výšce 3431 m, ale západní stěna je nepřístupná, tudíž stezka vede severněji a překonává hřeben v nadmořské výšce okolo 3510 m.
Průsmyk spojuje údolí řeky Andaki (pravý přítok Argunu) v Chevsuretii a Pirikitské Alazani (პირიქითი ალაზანი, zdrojnice Andijského Kojsu), v horním toku zvané Kvachidisckali (ქვახიდისწყალი), v Tušetii.
Sedlem prochází stezka pro pěší, která je v závislosti na počasí schůdná v období od května do listopadu. Je využívána pro turistické přechody mezi Omalem a Šatili, na chevsuretské straně je až do sedla vyznačena červenou turistickou značkou. Východní úbočí je pozvolné a do nadmořské výšky 3200 pokryté travinami, zatímco západní je strmé a pokryté vrstvou úlomků břidlice.

## Fotogalerie

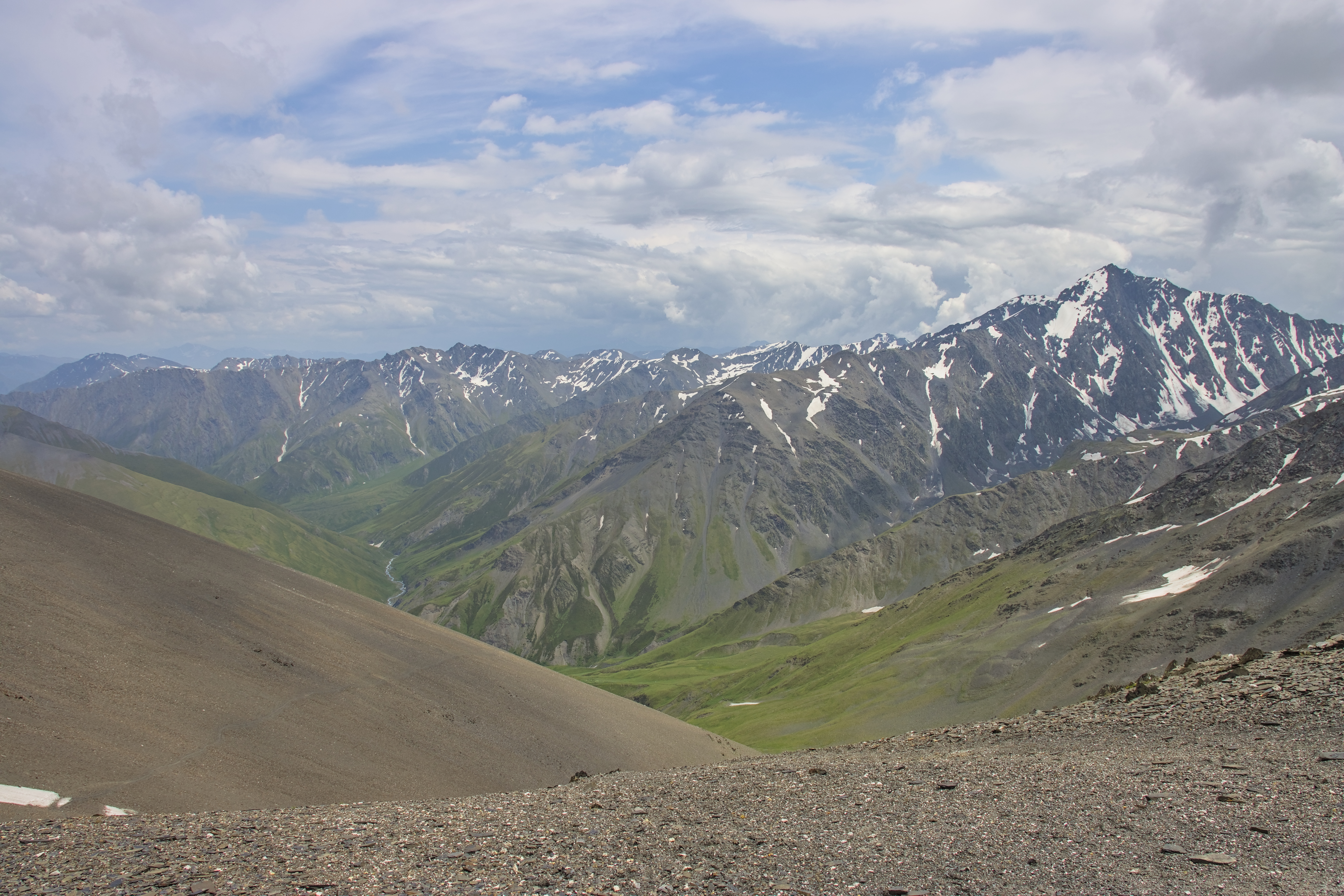
Výhled ze sedla na východ
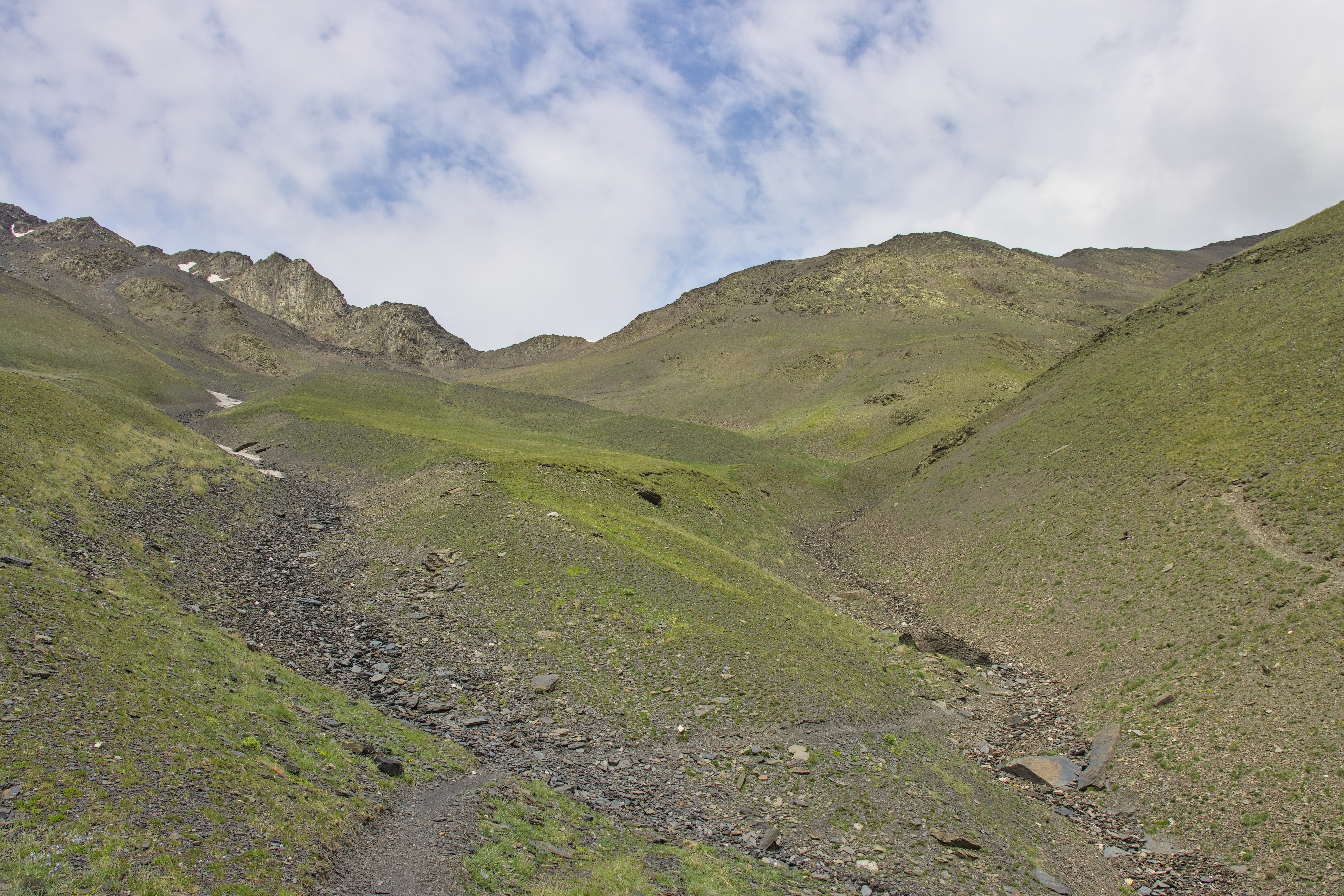
Východní pohled do nižší části sedla (cca z 3200 m n. m.)
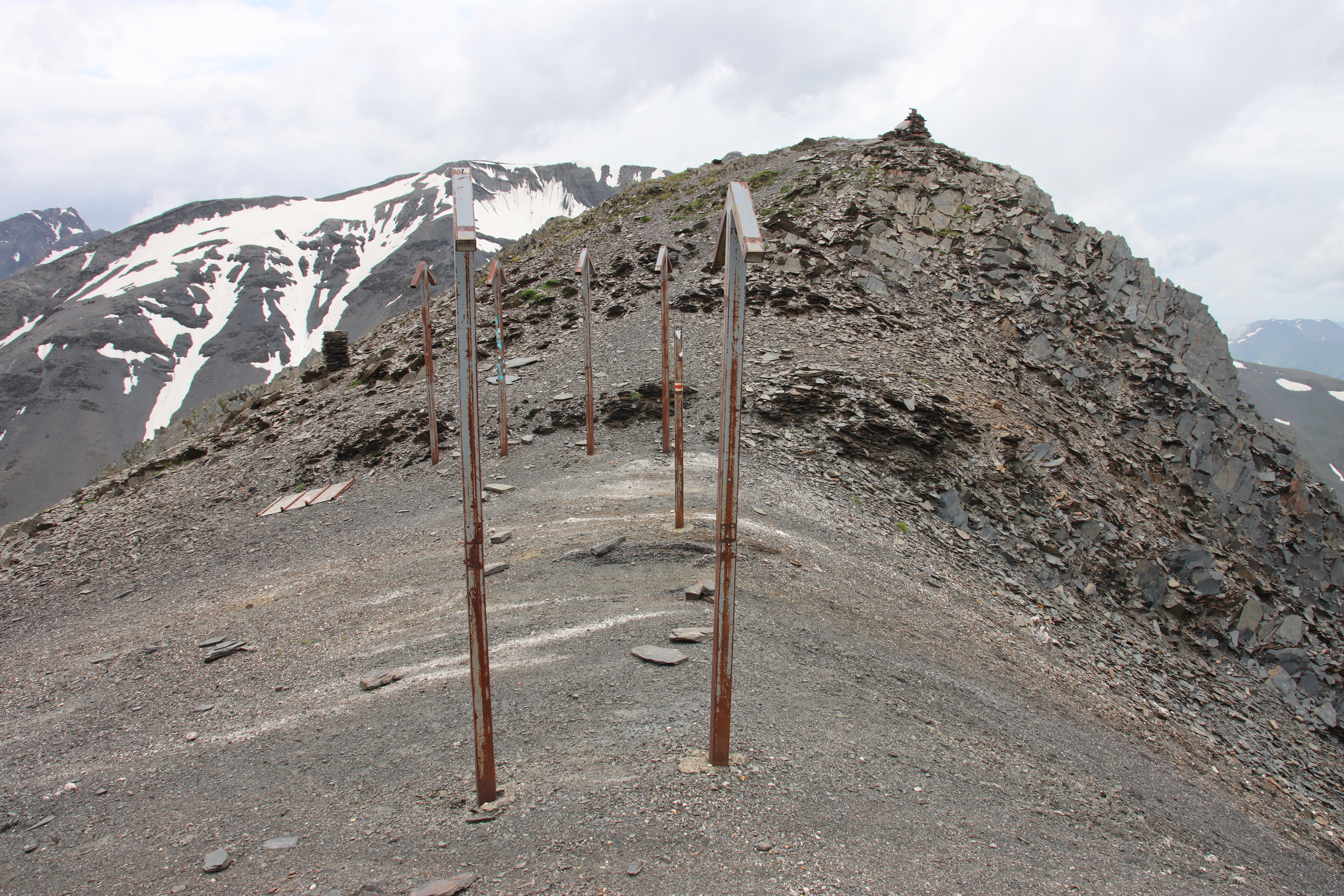
Příčný pohled v sedle
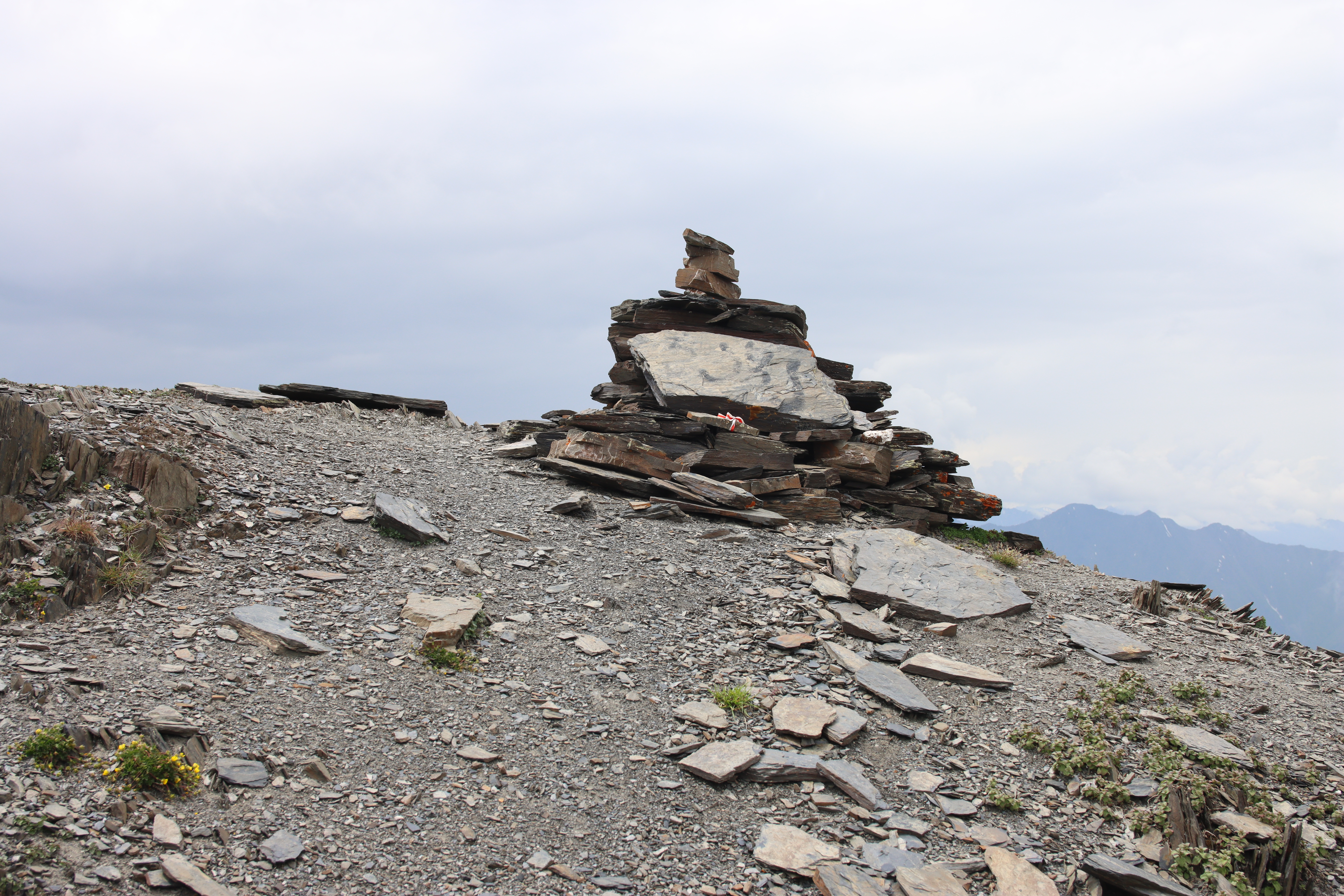
Mohylka v sedle
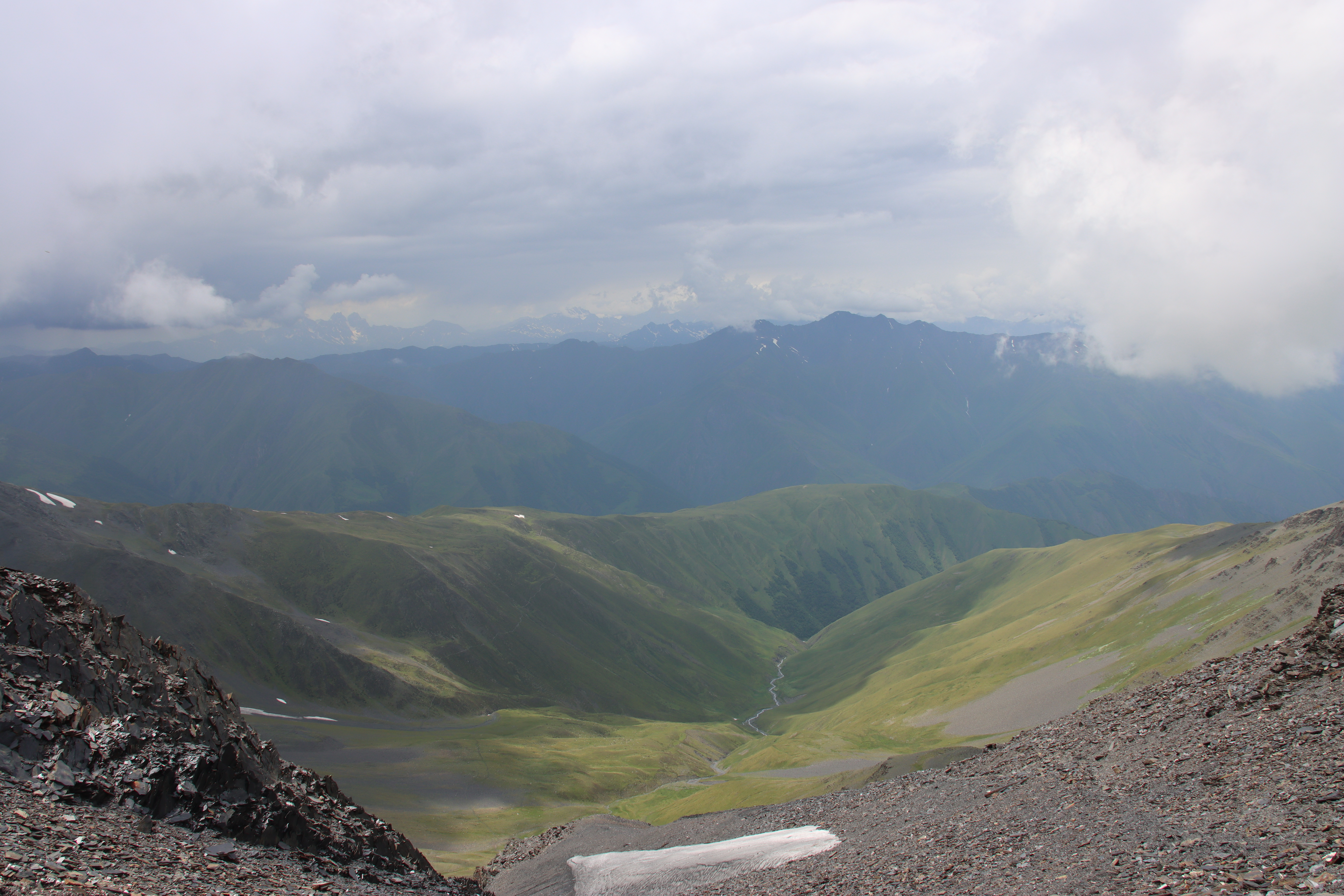
Výhled na západ, vlevo jsou patrné rozeklané vrcholy Čauchi, za dobrých podmínek je možné spatřit Kazbek a Šoani
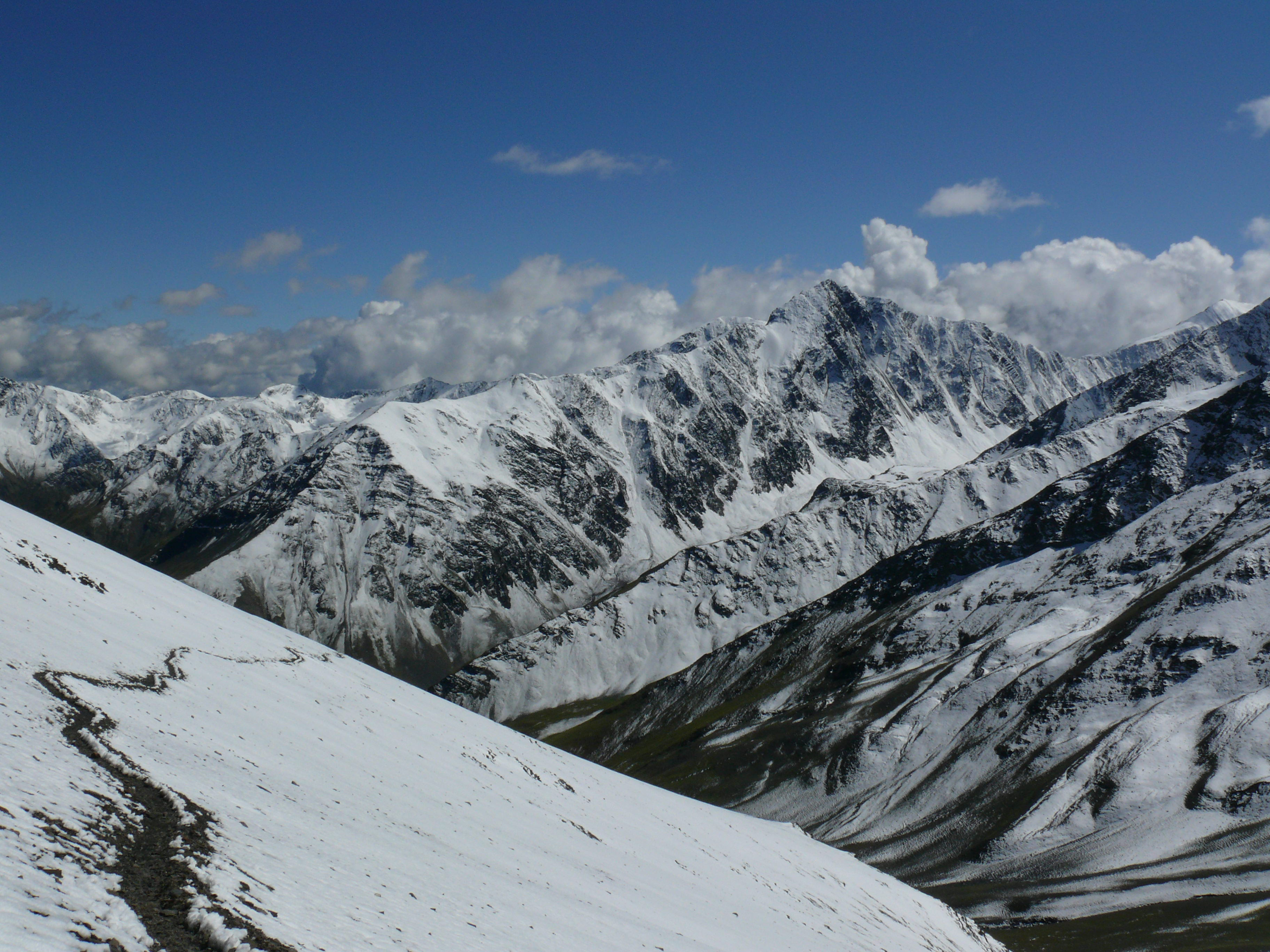
Zasněžený výhled na východ (v srpnu 2011)